# Księstwo sieradzkie
Księstwo sieradzkie (łac. Ducatus Siradiae) – po podważeniu zasady senioratu w 1146 r., wykształconego w następstwie realizacji testamentu Bolesława Krzywoustego z 1138 r., na ziemiach polskich pojawiły się udzielne księstwa, które zmieniły obraz polityczny Państwa Polskiego. Kasztelanie: łęczycka, spicymierska, sieradzka (wraz z opolem chropskim), rozpierska i wolborska, wchodzące w skład dzielnicy Leszka Białego, po objęciu władzy nad tym terenem w 1228/1229 r. przez brata Leszka, Konrada mazowieckiego weszły w skład Księstwa łęczyckiego, które miało znaczenie prowincji. Jednakże już w 1233 r. syn Konrada – Bolesław Konradowic, krótko wprawdzie, bo tylko do 1234 r., tytułował się księciem sieradzkim, w tym bowiem roku ojciec przeniósł go na Mazowsze, a sam objął znowu Sieradz w bezpośrednie władanie. Po śmierci Konrada w 1247 r. jego drugi syn Kazimierz I, książę kujawski objął księstwo łęczyckie, w którego składzie w dalszym ciągu była ziemia sieradzka.
Jednak w wyniku buntu synów Kazimierza I: Leszka Czarnego i Ziemomysła inowrocławskiego w 1260 r. ks. sieradzkie się wyodrębniło, a w l. 1263/1264 nastąpiło porozumienie Leszka Czarnego z ojcem, i od września 1264 r., Leszek Czarny stale już używał tytułu księcia sieradzkiego (dux de Siraz), co oznaczało zaistnienie odrębnego księstwa sieradzkiego obejmującego kasztelanię sieradzką wraz z opolem chropskim, spicymierską, rozpierską i część wolborskiej. Wydzielenie księstwa spowodowało potrzebę wprowadzenia nowej pieczęci, na której Leszek był wyobrażony w walce z gryfem na tle murów miejskich i z napisem w otoku: „S. Lestconis Dei Gra. Ducis Siradiensis”. Wytworzyła się sieradzka dworsko-dzielnicowa hierarchia urzędnicza, w której skład, poza wojewodą, weszli: kanclerz, podkanclerzy, skarbnik, sędzia i podsędek, podstoli, cześnik, łowczy, koniuszy i podkomorzy.
W spuściźnie po Leszku Czarnym księstwo sieradzkie przypadło Władysławowi Łokietkowi, który też od 1290 r. używał tytułu księcia sieradzkiego. Pod władzą Łokietka pozostawało do 1300 r., kiedy to książę został wypędzony z Polski przez czeskiego Wacława II. Panowanie czeskie nie trwało jednak długo, bowiem w 1306 r. Łokietek odzyskał Sieradz i Łęczycę wraz z Małopolską, Kujawami i częścią Wielkopolski.
Ziemie te weszły w skład zasadniczego zrębu odbudowanego Królestwa Polskiego, ale nawet po koronacji w panującej tytulaturze po terminie rex Poloniae była używana przez króla formuła: „nec non terrarum Cracovie, Sandomirrie, Lancicie, Cuyavie, Syradziensis dux”. Księstwo sieradzkie w 1327 lub następnym roku zostało oddane w lenno przez króla Władysława Łokietka na dożywocie Przemysłowi, który sprawował w nim władzę do swej śmierci, która nastąpiła zapewne w ostatnich miesiącach 1338, lub na początku 1339 roku. Później już jako ziemia, potem województwo sieradzkie stanowiło integralną część Państwa Polskiego.